# سومیانکا
سومیانکا (به لهستانی:  Somianka) یک روستا در لهستان است که در گمینا سومیانکا واقع شده‌است. سومیانکا ۵۱۰ نفر جمعیت دارد.